# Erich Krüger (Politiker, 1893)
Erich Krüger (* 15. Dezember 1893 in Weißenfels; † nach 1950) war ein deutscher Lehrer und Politiker (LDPD). Er war Abgeordneter der Volkskammer der DDR.

## Leben
Krüger, Sohn eines Lehrers, besuchte die Oberrealschule in Weißenfels, das Domgymnasium in Merseburg und das städtische Gymnasium in Brandenburg an der Havel, wo er 1913 die Reifeprüfung ablegte. Er begann ein Studium der Philologie, das er 1915 wegen der Einziehung zum Kriegsdienst im Ersten Weltkrieg unterbrechen musste.
Erst 1919 konnte er das Studium in Göttingen wieder aufnehmen und es 1921 mit dem Staatsexamen beenden. Er wurde anschließend als Redakteur tätig und ging in die Politik. Er trat 1922 in die Deutsche Volkspartei (DVP) ein und wurde Landesgeschäftsführer der DVP in Oldenburg. Im Jahr 1924 wurde er vom DVP-Vorsitzenden Gustav Stresemann als Generalsekretär nach Duisburg berufen. Hier war er bis zur Auflösung der Partei 1933. Unter dem Druck der Hitler-Diktatur emigrierte er im selben Jahr nach Griechenland. Er arbeitete zunächst zwei Jahre als Lektor in Korfu, dann drei Jahre als vereidigter Staatsbeamter und Professor an der staatlichen Handelsschule in Iraklio auf Kreta. Ab 1939 wirkte er als Professor für deutsche Sprache und Literatur an der Universität in Saloniki. Bei Ausbruch des Griechisch-Italienischen Krieges im Oktober 1940 ging er für ein halbes Jahr nach Deutschland, kehrte aber wieder nach Griechenland zurück. Nach einer Kur in Karlsbad im Jahr 1944 konnte er durch den Zusammenbruch der deutschen Besatzung auf dem Balkan nicht nach Griechenland zurückkehren. Da sein Haus im Rheinland durch einen Bombenvolltreffer vernichtet war, konnte er bei Verwandten in Strelitz unterkommen. Vom Herbst 1944 bis Dezember 1945 war er arbeitslos.
Im Januar 1946 wurde er Mitglied der Liberaldemokratischen Partei Deutschlands. Zur gleichen Zeit fand er Arbeit als Oberschullehrer am „Carolinum“ in Neustrelitz und ab 1. Januar 1948 war er Rektor des Gymnasiums. Am 1. August 1947 wurde er Vorsitzender der Gesellschaft zum Studium der Kultur der Sowjetunion des Kreises Neustrelitz. Gleichzeitig war er Vorstandsmitglied des Kulturbundes, Vorsitzender des Kreisvolksausschusses für Einheit und gerechten Frieden sowie Vorsitzender des Ausschusses des Griechenland-Hilfskomitees im Kreis Neustrelitz.
Krüger war Delegierter des Deutschen Volkskongresses und Abgeordneter des II. Volksrates sowie der Provisorischen Volkskammer. Im Februar 1950 wurde er von Hermann Kastner zum Leiter der Abteilung für Versorgung im Büro des Förderungsausschusses vorgeschlagen, dem der Ministerrat der DDR im März 1950 zustimmte.